# 尼泊尔共产党（统一）
尼泊尔共产党（统一）是尼泊尔的一个已不存在的共产主义政党。该党成立于2007年。2013年4月，该党和尼泊尔共产党马列（社会主义者）、尼泊尔共产党（联合马克思主义）、尼泊尔马克思主义共产党、反叛马列、独立思想团体合并为尼泊尔共产党 (2013年)。

## 起源
该党由三个部分合并而成：
- 尼泊尔共产党（马列） (2002年)的一个分离派别。

- 尼泊尔共产党（团结中心-火炬）的一个分离派别。

- 尼泊尔共产党（马列毛主义中心）的一个分离派别。[1]

该党的总书记是Ram Singh Shris (Rajbir)。

## 历史
2008年3月10日，该党发布了立宪会议选举宣言，提出使尼泊尔成为一个共和国，基于种族、语言和地理分为11个州和2个联邦，提出了尼泊尔拥有一个象征性的总统，行政权力由总理掌握。根据它的宣言，总理和总统都将由议会选举产生。
通过比例代表制投票，该党赢得了2个议席，但没有赢得任何选区议席。
2010年4月，尼泊尔共产党（统一）Nabaraj Subedi派并入尼泊尔联合共产党（毛主义）。4月3日，两党派的领导人签署备忘录，他们同意在之后的毛主义政党大会上解决思想问题。